# Kurt De Roose
Kurt De Roose (Oudenaarde, 1 oktober 1968) is een Belgisch voormalig veldrijder.

## Carrière
De Roose was actief in de jaren '80 en jaren '90 van de twintigste eeuw. Na zijn carrière bleef hij actief in het wielrennen. Eerst als mekanieker van verschillende teams. In juli 2018 werd hij aangesteld als ploegleider van het Aluvano Development Team, een Belgische beloftenploeg.

## Erelijst
1985
- 3e in Nationaal Kampioenschap, Cyclocross, Nieuwelingen, België, Zonhoven (BEL)

1986
- 2e in Nationaal Kampioenschap, Cyclocross, Junioren, België, Bioul (BEL)

1987
- 1e in Nationaal Kampioenschap, Cyclocross, Junioren, België, Rotheux-Rimière (BEL)

1988
- 2e in Koppenberg, Cyclocross (BEL)
- 3e in Malderen, Cyclocross (BEL)

1989
- 2e in Essen, Cyclocross (BEL)
- 3e in Diegem, Cyclocross (BEL)

1990
- 3e in Breendonk, Cyclocross (BEL)

1991
- 3e in Harnes, Cyclocross (FRA)
- 3e eindstand Superprestige veldrijden

1997
- 3e in Moerbeke, Cyclocross (BEL)
- 3e in Middelkerke, Cyclocross (BEL)

1998
- 1e in Oostende, Cyclocross (BEL)

1999
- 3e in Middelkerke, Cyclocross (BEL)

2000
- 3e in Zelzate, Cyclocross (BEL)
- 1e in Middelkerke, Cyclocross (BEL)
- 3e in Bredene, Cyclocross (BEL)
- 2e in Ipswich, Cyclocross (GBR)
- 3e in Zelzate, Cyclocross (BEL)

Cattaneo · Chassot · Coudray · Daelmans · De Roose · Dierckxsens · Harnett · Hashikawa · Herygers · Hirs · Ja. Jolidon · Jo. Jolidon · Powell · Rubio · Šimůnek · Van Luchem · Way · Willemsens · Claeys (stagiair) · Vanconingsloo (stagiair) · Wuyts (stagiair)   